# Elantris
Elantris ist ein Fantasy-Roman des US-amerikanischen Autors Brandon Sanderson. Er spielt in Sandersons fiktivem Kosmeer-Universum und ist die erste Veröffentlichung eines Buchs von Sanderson. Er wurde erstmals 2005 als Elantris von Tor veröffentlicht. Auf Deutsch ist der Roman in der Übersetzung durch Ute Brammertz 2007 bei Heyne erschienen.

## Handlung
Die Geschichte folgt drei Hauptfiguren: Prinz Raoden von Arelon, Prinzessin Sarene von Teod und dem Priester Hrathen von Fjordell. Zu Beginn der Geschichte wird Raoden von einer uralten Transformationtechnik namens Shaod (die Verwandlung) verflucht und nur wenige Tage vor der Ankunft seiner Verlobten, Prinzessin Sarene von Teod, heimlich in die Stadt Elantris verbannt. Shaod war in vergangenen Tagen des „goldenen Elantris“ ein Segen, der Sterbliche in fast unsterbliche Elantrier verwandelte.
Elantris war einst ein Ort der Magie, und die unsterblichen Elantrianer waren in den Augen der Menschen Götter mit der göttlichen Fähigkeit, mit einer bloßen Handbewegung Dinge zu erschaffen und Lebewesen zu heilen. Jeder in Arelon hatte das Potenzial, durch eine magische Transformation, die als Shaod bekannt ist, ein Elantrianer zu werden. Aber vor zehn Jahren zerstörte eine als Reod bekannte Katastrophe irgendwie die Magie von Elantris, die Einwohner der Stadt wurden „verflucht“ und die Stadt wurde von der Gesellschaft abgeriegelt. Jeder, der vom Shaod betroffen ist, wird jetzt nach Elantris verbannt, um dort für immer zu bleiben, immer noch unsterblich, aber mit unstillbarem Hunger und unheilbarem Schmerz verflucht.
Während Raoden versucht, die herrschenden brutalen Banden zu meiden, bei Verstand zu bleiben und die Menschen von Elantris zu vereinen, muss Sarene mit dem Verlust ihres zukünftigen Ehemanns fertig werden und versuchen, Arelon vor Hrathen zu retten, einem Priester, der damit beauftragt ist, ganz Arelon zur Religion von Fjordell zu bekehren oder es dem Untergang zu weihen.
Das Buch konzentriert sich auf drei Hauptfiguren, deren Geschichten miteinander verflochten sind. Ein Großteil des Buches tritt in Gruppierungen von drei Kapiteln auf, eines für jede der drei Hauptfiguren. Der Großteil der Geschichte spielt im Land Arelon.

### Hauptcharaktere
- Kronprinz Raoden: Der Prinz von Arelon, wird zu Beginn des Buches verflucht und dadurch in einen Elantrianer verwandelt. Nach dem Reod wurden die Elantrianer mit dunklen Flecken auf ihrer Haut und ausfallenden Haaren verflucht. Die Verfluchten können nicht sterben oder getötet werden, außer durch drastische Maßnahmen wie Verbrennen oder Enthaupten. Ein großer Teil des Fluchs besteht darin, dass sich ihre Körper nicht selbst regenerieren können, sodass sie für immer den Schmerz eines angestoßenen Zehs oder einer Prellung spüren. Im Laufe der Zeit häufen sich die kleineren Verletzungen und treiben sie schließlich alle in den Wahnsinn. Elantrianer müssen nicht essen, aber sie verspüren einen quälenden Hunger, wenn sie es nicht tun. Sobald Raoden verwandelt ist, wird er sofort heimlich nach Elantris geschickt, während sein Vater vorgibt, dass Raoden plötzlich verstorben ist. Raodens Handlungsstrang konzentriert sich auf seine Bemühungen, seine geistige Gesundheit zu bewahren und die elantrianische Lebensweise über die Anarchie hinaus zu verbessern, der sie erlag, als Elantris fiel. Er tut dies, indem er erstaunliche Fähigkeiten als Anführer zeigt und die Elantrianer dazu bringt, sich auf die Arbeit zu konzentrieren, anstatt auf ihr ständiges Leiden. Er schafft es auch, die Banden zu beruhigen und zu zerstreuen oder einzugliedern. Außerdem hält er sie davon ab, die neue Elantrianer bei ihrer Ankunft terrorisierten.
- Prinzessin Sarene: Sie ist die Prinzessin von Teod und hätte mit Raoden eine Zweckehe eingehen sollen, wenn er nicht verflucht worden wäre. Raoden hat sie nie persönlich getroffen, daher überrascht es sie, als sie bei ihrer Ankunft in Arelon erfährt, dass sie als verheiratet gelten, trotz dass einer von ihnen vor der Hochzeit gestorben ist. Als Witwe eines vermeintlich toten Prinzen und neues Mitglied des meist ungeeigneten Adels von Arelon kämpft sie darum herauszufinden, was genau in allen Angelegenheiten vor sich geht. Sie versucht herauszufinden, wie die merkwürdige Stimmung des Adels sowie auch der unterdrückten einfachen Bürger zu erklären ist. Sie hinterfragt die Ursachen des unerwarteten Todes ihres Ehemanns. Sarenes Handlungsstrang folgt ihren Versuchen, die Monarchie und das politische System zu stabilisieren und zu verbessern, welches Adlige dazu ermutigte, die Bauern zu misshandeln. Während sie ihre Zeit in Arelon verbringt, erfährt sie von Gyorn Hrathen und dessen Absichten und verlässt sich auf ihr Wissen und ihre Fähigkeiten, um seine religiöse Revolution zu verhindern.
- Gyorn Hrathen: Ein Derethi Gyorn, in etwa ein hochrangiger Priester. Er kommt mit dem Auftrag nach Arelon, das Land innerhalb von drei Monaten zur Derethi-Religion zu konvertieren, oder die angeblichen Armeen seiner Religion werden kommen, um die gesamte Nation Arelon zu zerstören. Er zieht durch die Nation, um Propaganda zu verbreiten, mit der Absicht, Arelenes dazu zu bringen, Elantris und Shu-Korath zu hassen und im Gegenzug zu Derethi zu konvertieren. Er nutzt den korrupten Adel der Region aus, um sein Endziel zu erreichen, und hält oft geheime Treffen mit ihnen ab, bei denen es um Bestechung geht. Hrathens Handlung konzentriert sich auf seine Bemühungen, die Arelene-Aristokratie politisch zu manipulieren, mit der ultimativen Absicht, einen konvertierten Derethi auf den Thron zu setzen. Der Roman konzentriert sich gelegentlich auf Hrathens inneren Kämpfe, da er das Gefühl hat, sich mit der Religion abfinden zu müssen, an die er glauben soll, denn selbst er hinterfragt manchmal seine Handlungsweise, insbesondere unter ethischen Aspekten.

### Aonen
Diese sind zentral für die Handlung des Buches. Es handelt sich um Schriftzeichen, mit deren Hilfe die Elantrier zaubern können. Die Namen vieler Charaktere sind Variationen der Aonen. Die Abbildungen der vielen Aonen finden sich hinten im Anhang des Buchs. Raoden entdeckt in Elantris viele der Aonen wieder, die in Schriftrollen aufbewahrt werden, die nicht durch den Verfall der Stadt verzehrt wurden. Er lernt, die Aonen zu beschwören, stellt jedoch fest, dass sie ihre Kraft verloren haben, was die letztendliche Ursache für den Zusammenbruch von Elantris ist. Gegen Ende des Buchs hilft Sarene Raoden herauszufinden, dass die Formen der Aonen mit physischen Wahrzeichen und natürlichen Merkmalen im ganzen Land übereinstimmen. Ein massiver Riss in der Erde, der jetzt das Land durchschneidet, „veränderte“ diese Wahrzeichen, was wiederum dazu führte, dass die Aonen ihre Macht verloren. Indem Raoden die Aonen „rekonstruiert“, um nun den Riss in ihr Design zu integrieren, stellt er die Macht der Aonen wieder her. Nachdem er erkannt hat, dass Elantris und die umliegenden Städte nur ein großes Aon sind, zeichnet er eine riesige Linie, um den Riss darzustellen, der Elantris und den Elantrianern ihren früheren Glanz zurückgibt.

## Rezeption
Elantris erhielt allgemein positive Kritiken. Orson Scott Card, amerikanischer Schriftsteller, Kritiker, Redner, Essayist und Kolumnist, erklärt auf seiner Website, dass „Elantris der beste Fantasy-Roman ist, der seit vielen Jahren geschrieben wurde. Magie und Intrigen, und mit der Strenge der besten Science-Fiction-Autoren hat er sie auf allen Ebenen Wirklichkeit werden lassen.“
Kirkus Reviews lobte das Buch, weil es nicht der erste Teil in einer Serie war: „Ein epischer Fantasy-Roman, der (verblüffenderweise) nicht Band Eins einer unendlichen Folge ist … [mit] einem ungewöhnlich gut durchdachten System von Magie ... die Geschichte hat einen gewissen Griff und es ist eine enorme Erleichterung, in einem einzigen Band Früchte zu tragen ... Eine Stufe über dem Gleichen.“ Publishers Weekly lobte Sandersons Fantasy-Debüt als herausragend und frei von den üblichen Genre-Klischees und stellte fest, dass es für jeden etwas bietet, einschließlich Mysterium, Magie, Romantik, Politik, religiöse Konflikte und robuste Charaktere.

## Fortsetzungen
Sanderson hat über eine offizielle Fortsetzung von Elantris gesprochen, obwohl er sich nicht sicher ist, wann sie geschrieben werden könnte. Er hat erklärt, dass es zehn Jahre nach den Ereignissen des aktuellen Buches stattfinden und sich um einige seiner eher untergeordneten Charaktere drehen würde. Später kündigte er Pläne für zwei Bücher nach Elantris an, in denen Kiins Kinder die Hauptfiguren im zweiten Teil von Elantris sind.

### The Hope of Elantris
Eine E-Book-Kurzgeschichte mit dem Titel The Hope of Elantris wurde 2007 veröffentlicht. Es war ursprünglich auf Amazon erhältlich, aber Sanderson veröffentlichte es auf seiner eigenen Website, als der Vertrag mit Amazon auslief. Sanderson beschreibt auf seiner Website, dass die Ereignisse, die im E-Book stattfinden, gleichzeitig mit Ereignissen in Elantris stattfinden, daher schlägt er vor, zuerst Elantris zu lesen, um nicht zu riskieren, bestimmte Aspekte bereits aus Hope of Elantris zu kennen (Spoiler). Die Inspiration für die Geschichte stammt von einer Geschichte, die ihm seine Frau Emily 2006 erzählte.

### Die Seele des Königs
Die Seele des Königs erschien 2012 unter dem Titel  The Emperor’s Soul bei Dragonsteel Entertainment (Sandersons eigenem Verlag). In der deutschen Übersetzung von Michael Siefener wurde sie 2014 im Sammelband Die Seele des Königs bei Heyne veröffentlicht. Ebenfalls in diesem Band finden sich die Novellen Legion und Infinity Blade – Die Klinge der Unendlichkeit, die thematisch zusammengehören, aber nicht im Kosmeer spielen. Die Seele des Königs gewann 2013 den Hugo Award für die beste Novelle.

#### Handlung
Wan ShaiLu ist eine Diebin und praktizierende magische Fälscherin, die festgenommen und zum Tode verurteilt wurde. Die korrupten Berater des Imperators, Schlichter genannt, bieten an, sie zu befreien, wenn sie zustimmt, eine neue Seele für den Imperator zu schmieden, der nach einem Attentat starb. Sie stimmt zu, plant aber zu fliehen. Ihr werden 100 Tage gegeben, um die Seele des Imperators neu zu schmieden. Ihr wurden nur die offiziellen Niederschriften, das Tagebuch des Kaisers und Gaotona, der einzige nicht korrupte Berater, zur Seite gestellt. Shai hält die Aufgabe für undurchführbar. In der Zeit ihrer Arbeit an der Erschaffung der gefälschten Seele wird sie von jedem der Schlichter besucht. Die Schlichter versuchen unabhängig voneinander, Shai dazu zu bewegen, die Seele so zu fälschen, dass der jeweilige Schlichter den Kaiser als „Marionette“ nutzen kann, um eigene Machtbedürnisse zu befriedigen. Shai vermutet trotz aller Versprechen von Freiheit und Reichtum, dass sie auf jeden Fall im Anschluss hingerichtet werden soll. Während Shai und Gaotona gemeinsam die Vergangenheit des Kaisers erforschen, erfährt Gaotona mehr über magische Fälschungen, eine allgemein verabscheute Praxis, und die beiden entwickeln einen widerwilligen Respekt voreinander. Während dieser Aufgabe erkennt Shai, dass der Kaiser einst idealistisch gewesen war, aber im Laufe der Zeit ein Leben des Müßiggangs führte. Sie beschließt die Seele als ihr Meisterwerk zu erschaffen und zu optimieren, um ihn auf einen besseren Weg zu bringen. Obwohl sich viele Möglichkeiten bieten, schiebt Shai die Flucht immer wieder auf, bis die Arbeit getan ist, woraufhin Gaotona ihr hilft, ihre Freiheit gegen die Bestrebungen seiner Kollegen zu gewinnen. Der Imperator nimmt mit der geschmiedeten Seele seine Herrschaft wieder auf.

#### Setting
Die Seele des Königs spielt im Reich der Rosen, einer Nation auf der Welt (Shard) von Sel. Dies ist dieselbe Welt, in der Elantris angesiedelt ist, obwohl in The Emperor’s Soul nur wenige Verbindungen zu diesem Buch hergestellt werden. Im Nachwort erklärt Sanderson, dass er inspiriert wurde, diese Geschichte zu schreiben, nachdem er das Nationale Palastmuseum in Taiwan besucht hatte, und auch durch Erinnerungen an die zwei Jahre, die er in Korea als Missionar für die Church of Jesus Christ of Latter-day Saints.

#### Rezeption
Strange Horizons nannte es nachdenklich, aber „aufregend“ und „schwer aus der Hand zu legen“ und urteilte, dass es seine Auszeichnung wegen der Fragen verdient habe, die es über die Natur von Kunst aufwirft.
The A.V. Club beschrieb Forgery als „eines der faszinierendsten (magischen Systeme, die Sanderson geschaffen hat)“, merkte aber an, dass die Magie „weitaus weiter entwickelt ist als alle Charaktere“ – und räumte ein, dass „die Geschichte nie langweilig ist“.
Tor.com beschrieb das Werk in ähnlicher Weise als „angenehm“ und „eine würdige Ergänzung zu Sandersons Bibliographie“ und empfahl es „Lesern, die es zu genießen, und in die Feinheiten des magischen Systems einzusteigen“, bemängelte es jedoch als „abgekürzt und ein bisschen unausgewogen“, mit der Annahme, dass es als Roman in voller Länge besser funktioniert hätte.
Sanderson merkt an, dass der Leser Elantris nicht lesen muss, um die Handlung zu verstehen.

## Ausgaben
- Elantris. Tor, 2005, ISBN 0-765-31177-1.
  - Elantris. Heyne, 2007, ISBN 978-3-453-52167-4.
- The Emperor’s Soul. Dragonsteel Entertainment, 2012, ISBN 978-1-938570-02-5.
  - Die Seele des Königs. Heyne, 2014, ISBN 978-3-453-31524-2.